# 施特拉登
施特拉登是奥地利施蒂利亚州拉德克斯堡县的一个市镇。总面积19.44平方公里，总人口1672人，人口密度86.0人/平方公里（2005年）。